# Валенсийский трамвай
Трамвай Валенсии - система общественного транспорта города Валенсия, Испания.

## Описание
Вторая система имеет четыре линии, четные номера, длина 25 км , 51 остановка. Колея 1000 мм. Есть подземные участки.

## История
- Первая система. 1876 конка, - 1970, пострадала в гражданской войне 1936-1939[1], закрыта 20 июня 1970. Последний вагон, закрывший движение № 424, заходит в депо Астурия[2]

- Вторая система. 21 мая 1994 года открылся участок линии 4, 21 остановка. С 30 октября по 8 ноября 2024 трамвай не работал из-за сильного наводнения в конце октября 2024, как и метро.

## Строительство
Начато в 90-х годах.

## Пуск
Открыт 21 мая 1994 года, первым участком линии 4, 21 остановка, 9,8 км.

## Линии
Для трамвая выделены четные номера 2,4,6,10  нечетные метро 1,3,5,7
- 4 - открыта 21 мая 1994, самая загруженная линия.
- 6 -
- 8 -
- 10 - открыта 17 мая 2022, совместно с метро, есть подземные станции.

## Подвижной состав
45 вагонов Симменс, Бомбардье. за 31 год прошли суммарно 39 миллионов километров.

## Пассажиропоток
- 2019 - 9,19 миллиона.
- 2023 - 13,896
- 2024 - 15,3

За 31 год перевезено 213 миллионов пассажиров 